# Energopetrol
Energopetrol ist ein bosnischer Mineralölkonzern mit Hauptsitz in Sarajevo, der in den 1960er Jahren als Teil von Energoinvest gegründet wurde. Ursprünglich wurde das staatliche Unternehmen im Jahr 2006 von einem ungarisch-kroatischen Konsortium, bestehend aus INA und MOL für insgesamt 220 Millionen Euro erworben.

## Unternehmensstruktur
- INA 88,6 %
- Föderation Bosnien-Herzegowina 7,6 %
- Private Investoren 4,8 %[2]